# Jder de piatră
Jderul de piatră sau beica (Martes foina) este un mamifer carnivor nocturn din familia mustelidelor, cu blană prețioasă, de culoare brun-închis, cu nuanțe spre violaceu, cu puful alb, și o pată pe piept albă cu prelungiri pe cele două picioare anterioare. Are greutatea de 0,9-1,2 kg. Trăiește 10-12 ani. Se hrănește cu șoareci, șobolani, iepuri, păsări de curte, fructe de pădure. Este răspândit în Europa și Asia Centrală, inclusiv în România și Republica Moldova. Preferă pădurile întinse și liniștite din zona de deal, se întâlnește frecvent și în zona de câmpie și în Lunca Dunării și în apropierea de localități sau chiar în localități (șuri, pătule de porumb, grajduri). Împerecherea are loc pe la mijlocul verii, în lunile iulie-august. Gestația durează 8 luni și jumătate. Femela fată 2-7 pui, orbi până la vârsta de 3-4 săptămâni. Este vânat pentru blana sa valoroasă. Este o specie folositoare hrănindu-se cu șobolani și șoareci. Sunt descrise câteva subspecii. În România și Republica Moldova trăiește subspecia Martes foina foina.

## Descriere
Este o specie similară cu Martes martes, dar mai mică în înălțime. Picioarele sunt mai groase și ghearele mult mai puternice decât cele a lui Martes martes.

## Hrană și comportament
Se hrănește cu șoareci, șobolani, iepuri, păsări de curte, fructe de pădure.
Jderul de piatră produce mari daune printre păsările de casă, făcând adevărate masacre printre ele. Omoară găinile una câte una rupându-le capul, iar apoi le suge doar sângele și le mănâncă creierii, abia de mai gustă altceva din ele. După ce se satură de sânge, uneori se culcă și doarme în mijlocul orătăniilor omorâte de el.